# Rainbow Ridge
Rainbow Ridge är en bergstopp i Antarktis. Den ligger i Östantarktis. Nya Zeeland gör anspråk på området. Toppen på Rainbow Ridge är 478 meter över havet.
Terrängen runt Rainbow Ridge är kuperad åt sydost, men åt nordväst är den platt. Trakten är obefolkad. Det finns inga samhällen i närheten.